# Remantai
Remantai is een bestuurslaag in het regentschap Empat Lawang van de provincie Zuid-Sumatra, Indonesië. Remantai telt 836 inwoners (volkstelling 2010).